# راجي كوك
راجي كوك (6 يوليو 1930- 6 فبراير 2021)، المعروف أيضًا باسم روجر كوك، كان مصمم جرافيك وفنانًا تشكيليًا، ومصورًا، وناشط سلام فلسطينيًا أمريكيًا. وُلِد كوك في نيوارك، نيو جيرسي لعائلة فلسطينية مسيحية مهاجرة من رام الله، وكان له تأثير بارز في مجال التصميم الجرافيكي والفن المرتبط بحقوق الإنسان.

## حياته العلمية والعملية
تخرج راجي كوك من معهد برات للفنون، وفي عام 1997 تم اختياره كخريج العام، وشارك في مجلسه الاستشاري، وكان عضوًا في المعهد الأمريكي للفنون الرسومية. أسس عام 1967 شركة تصميم جرافيكي، وعمل مع شركات كثيرة على الهوية المؤسسية، والإعلانات، واللافتات، والتقارير السنوية، والكتيبات ومنها:
- آي بي إم.
- بريستول مايرز سكويب.
- بلاك وديكر.
- فولفو.
- سوبارو.
- إيه تي آند تي.
- نيويورك تايمز.
- فيرايزون للاتصالات.
- باسف.

في عام 1984، حصل على جائزة الرئاسة للتميز في التصميم من الرئيس رونالد ريجان، وإليزابيث دول، وذلك خلال حفل رسمي في مبنى المكتب التنفيذي القديم بواشنطن العاصمة.
في عام 2003، تم قبول مشروعه Symbols Signs، وهو مشروع صممته شركته لصالح وزارة النقل الأمريكية، من قبل لجنة الاستحواذ لمجموعات متحف كوبر هيويت، ومتحف التصميم الوطني، ومؤسسة سميثسونيان.

## التجمعات النحتية
إن العديد من "الصناديق" التي أنشأها هي تعبير عن قلق الفنان العميق بشأن حقوق الإنسان والظروف المأساوية في الشرق الأوسط. تم إنشاء هذه النصوص للتعبير عن الظروف والتجارب التي واجهها خلال السنوات العشر التي قضاها في فريق العمل الخاص بالشرق الأوسط، وهي مجموعة ترعاها الكنيسة المشيخية (الولايات المتحدة الأمريكية). قد سافر مع هذه المجموعة في رحلات لتقصي الحقائق إلى إسرائيل والأردن وفلسطين ( الضفة الغربية وغزة ). وقد عُرضت إحدى هذه المنحوتات كجزء من معرض صنع في فلسطين في متحف ستيشن للفن المعاصر في عام 2003.

## حياته الشخصية
راجي سليمان كوك، هاجر والداه من فلسطين إلى الولايات المتحدة في عام 1927. كان اللقب الأصلي للعائلة هو سليمان، إلا أن جده كان يُلقب بـ "كوتشوك" (صغير) من قبل الموظفين الأتراك العثمانيين، والذي تم تحويله إلى كوك في ظل الانتداب البريطاني على فلسطين. بعد أن قال أحد مدرسي المدرسة الابتدائية لراجي إن اسمه صعب النطق، أصبح راجي معروفًا باسم روجر، وهو الاسم الذي كان يُشار إليه حتى احتضن راجي مرة أخرى في سنواته الأخيرة.
التقى راجي بزوجته مارجيت "بيجي" شنايدر، التي عاش معها 65 عامًا، في عام 1944. كانت، كما كتب، "امرأة ذكية ونزيهة، من النوع الذي يرافقني في رحلة حياتي لاستكشاف هذا المسار الذي أردتُ أن أتبعه معي". كرّس راجي وبيغي حياتهما لحبهما للتصميم الحديث؛ ففي عام 1969 انتقلا مع ابنتيهما سيندي وكاثي إلى منزل زجاجي وحجري مستوحى من مدرسة باوهاوس، بنياه في غابات واشنطن كروسينج، بنسلفانيا، كان راجي لاعب تنس متحمسًا، ومربي نحل شجاعًا، وموسيقيًا ماهرًا في موسيقى البلوجراس.

## وفاته
توفي كوك في عام 2021 بسبب متلازمة خلل التنسج النقوي في مستشفى تشاندلر هول في نيوتاون، بنسلفانيا.